# Mistrzostwa Europy w Biegach Przełajowych 2005
12. Mistrzostwa Europy w Biegach Przełajowych – zawody lekkoatletyczne, które odbyły się w mieście Tilburg w Holandii w roku 2005.

## Rezultaty

### Mężczyźni

#### Indywidualnie
| Medal  | Zawodnik                   | Rezultat  |
| Złoto  | Serhij Łebid · Ukraina     | 27'09 min |
| Srebro | Alberto García · Hiszpania | 27'21 min |
| Brąz   | Driss Maazouzi · Francja   | 27'26 min |

#### Drużynowo
| Medal  | Zawodnik  | Rezultat |
| Złoto  | Francja   | 21 pkt   |
| Srebro | Hiszpania | 64 pkt   |
| Brąz   | Ukraina   | 71 pkt   |

### Juniorzy

#### Indywidualnie
| Medal  | Zawodnik                               | Rezultat  |
| Złoto  | Barnabás Bene · Węgry                  | 18'41 min |
| Srebro | Andy Vernon · Wielka Brytania          | 18'42 min |
| Brąz   | Dušan Markešević · Serbia i Czarnogóra | 18'42 min |

#### Drużynowo
| Medal  | Zawodnik        | Rezultat |
| Złoto  | Polska          | 60 pkt   |
| Srebro | Wielka Brytania | 68 pkt   |
| Brąz   | Rumunia         | 71 pkt   |

### Kobiety

#### Indywidualnie
| Medal  | Zawodnik                     | Rezultat  |
| Złoto  | Lornah Kiplagat · Holandia   | 19'55 min |
| Srebro | Sabrina Mockenhaupt · Niemcy | 20'00 min |
| Brąz   | Johanna Nilsson · Szwecja    | 20'01 min |

#### Drużynowo
| Medal  | Zawodnik        | Rezultat |
| Złoto  | Rosja           | 52 pkt   |
| Srebro | Wielka Brytania | 54 pkt   |
| Brąz   | Francja         | 73 pkt   |

### Juniorki

#### Indywidualnie
| Medal  | Zawodnik                        | Rezultat  |
| Złoto  | Ancuța Bobocel · Rumunia        | 15'23 min |
| Srebro | Emily Pidgeon · Wielka Brytania | 15'25 min |
| Brąz   | Susan Kuijken · Holandia        | 15'33 min |

#### Drużynowo
| Medal  | Zawodnik        | Rezultat |
| Złoto  | Wielka Brytania | 30 pkt   |
| Srebro | Rumunia         | 49 pkt   |
| Brąz   | Rosja           | 60 pkt   |